# Lars Hertervig
Lars Hertervig – (1830 – 1902) er en norsk billedkunstner som bliver regnet som en af de største og mest originale norske kunstnere på 1800-tallet.[kilde mangler] Han blev uddannet i Düsseldorf under Hans Gude. Tilhørende romantikken. Han blev i studietiden i Tyskland rammed af sindsygdom, nogle kan sige at det er at se depressive tendenser i hans malekunst.[kilde mangler]
Den svenske forfatter Johan Bergström har skrevet bogen "Hitenfor Utsira" som handler om Lars Hertervig og hans kunst (1986).